# Panvel
A Panvel, resultado da união das drogarias Panitz e Velgos, em 1973, é uma das maiores redes de farmácias da região sul do Brasil. A Panvel Farmácias faz parte do Grupo Panvel, empresa com sede em Eldorado do Sul e que é formado também pela distribuidora de medicamentos Dimed e pelo laboratório Lifar. Está listado na B3 sob o código PNVL.
Além de mais de 600 (seiscentas) lojas físicas em território brasileiro, a Panvel comercializa uma ampla gama de medicamentos e produtos de higiene e beleza através de suas plataformas digitais.